# Lilith Love

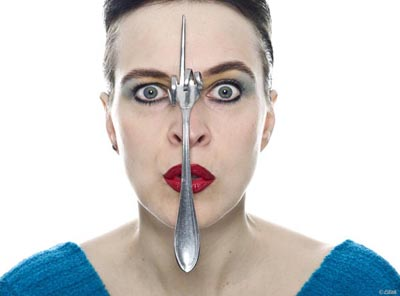
Let the fork do the talking, 2009

Lilith Love, původním jménem Henriëtte Johanna Ignatia Maria van Gasteren (* 9. září 1964 Sevenum, Nizozemsko), je nizozemská výtvarná fotografka a obrazová umělkyně. Mezi témata, kterými se ve svém díle zabývá jsou například identita, ženy a jejich archetypy, genderová manipulace, svoboda a rovnost.

## Život a dílo
Lilith byla nejmladší z rodiny se dvěma dětmi. Její otec vyráběl profesionálně dřeváky a pracoval jako pošťák. Od svého mládí milovala psaní, kreslení a vaření. V letech 1983 - 2000 pracovala jako výkonná tajemnice, pak následovalo vzdělání na Schoevers Academie v Nijmegenu.

### Od spisovatelky k fotografce
V roce 2005 začala opět psát. Svou kulinářsko - erotickou historku “Kalfsbraadstuk op tagliatelle met een zachte saus van witte port en kaas” (Telecí pečeně na tagliatelle s jemnou sýrovou omáčkou a bílým portským vínem”) publikovala ve skupině “Raadselige Roos” v roce 2005, publikaci soutěžní prózy a poezie “Literair Café Venray-Region”. Následovaly ilustrace a publikování svých autoportrétů na Internetu, které doplňovala svými příběhy. Nejdříve pomocí webkamery, pak s jednoduchým kompaktním fotoaparátem. V roce 2006 fotografie zcela převzaly písemnou podobu. Od té chvíle vypráví svůj životopis s pomocí zrcadlovky, stativu a dálkového ovládání.

### Skandál
Její práce pravidelně vyvolávala rozhořčení a během výstavy v euregio domě v Mönchengladbachu a konferenční místnosti Rolduc v Kerkrade cenzurována. Její autoportrét “Forgive me father, for….” z konfesní řady “I could ‘ve had religion” se přesto dostal na titulní stránku ranního vydání Sp!ts.
V roce 2012 vystavila svá díla jako jedna z deseti významných limburských umělců v Pulchri Studio v Haagu, kromě jiného společně s dalšími umělci jako jsou Ted Noten, Charles Eyck a Lei Molin. V tomtéž roce byla její díla poprvé vystavena v nizozemské výstavě v USA: The Wonder of Woman  a FotoFestival Naarden, oboje Abteilung Photoville, Brooklyn Bridge Park.

### Dokument
V roce 2012 začala se svým projektem Lilith in da House (Lilith v domě). Dekorací pro autoportréty se staly neznámé a cizí domy. Zároveň se zrodila nová forma fotografie: dokumentace o nemocné s lymskou boreliózou Risja Steeghs, tehdy 21leté. „Das Haus der Kunsten Limburg” v Roermondu a kromě putovní výstavy vyšla také kniha, oboje pod stejným názvem: Risja, a story by Lilith.
Siebe Weide, ředitel nizozemského muzejního spolku napsal do knížky předmluvu. Hedy d’Ancona napsala doslov a zodpovídala za prezentaci knihy v Amsterdamu. Umělec Lieve Prins napsal úvod k ní. Kromě toho se na tomto projektu podílel také Frans Pollux, spisovatel, novinář a hudebník. Napsal pro Risja báseň nazvanou De danseres (Tanečnice).

## Výstavy
- Museum van Bommel van Dam, Venlo NL
- Museum voor moderne kunst Ikob, Eupen B
- Limburgs Museum, Venlo NL
- Gemeentemuseum Jacob van Horne, Weert NL
- CODA museum, Apeldoorn NL